# Довекар, Альбер
Альбер Довекар (1937-1962) — сержант Французского Иностранного Легиона, член ОАС, участник убийства комиссара полиции Алжира Роже Гавури.

## Биография
Альбер Довекар родился 19 июня 1937 года в хорватском городе Тузно.
5 апреля 1957 года Довекар подписал контракт и поступил на службу в Иностранный Легион в Марселе под фальшивым именем Поля Додеварта, родившегося в Вене 20 февраля 1938 года. Довекар проходил службу в 1-м иностранном полку парашютистов. 16 июня 1960 года он был произведён в сержанты.
Довекар принимал участие в Алжирской войне, получил три ранения. После того, как его полк принял участие в путче генералов 23 апреля 1961 года, Довекар решил изменить присяге и 27 апреля 1961 года присоединился к Секретной Армейской Организации (ОАС).
31 мая 1961 года Довекар совместно с Роже Дегельдром и Клодом Пиегцем руководил боевой группой, совершившей убийство главного комиссара полиции Алжира Роже Гавури. 11 октября 1961 года Довекар был арестован в Алжире совместно с пятью своими сообщниками. Ему было предъявлено обвинение в участии в заговоре, образованном для совершения покушений, подстрекательстве граждан к вооружению одних против других, убийствах и дезертирстве. Довекар и Пиегц были приговорены к смертной казни через расстрел. Приговор был приведён в исполнение 7 июня 1962 года в форте Тру-Д`Энфер близ Парижа. Кроме них, к смертной казни были приговорены также члены ОАС Клод Пиегц и Жан-Мари Бастьен-Тири.